# César Chávez
César Estrada Chávez (31 de març de 1927 - 23 d'abril de 1993) va ser un treballador agrícola mexicanoamericà, líder sindical i activista dels drets civils que, juntament amb Dolores Huerta, va cofundar la National Farm Workers Association, que més tard es va convertir en la United Farm Workers (UFW).
Chávez va utilitzar diferents tècniques de lluita no-violenta i de desobediència civil. Els seus partidaris diuen que el seu treball va donar lloc a nombroses millores pels obrers de la Unió. El seu aniversari s'ha convertit en Dia de César Chávez, un dia festiu en vuit estats dels Estats Units. Molts parcs, centres culturals, biblioteques, escoles i carrers, han estat nomenats en el seu honor en ciutats de tot Estats Units.
Més tard, Cèsar es va centrar en la seva educació. Les parets de la seva oficina a Keene, Califòrnia (seu dels United Farm Workers) estaven alineades amb centenars de llibres que van en el tema de filosofia, economia, cooperativisme, i sindicats, les biografies de Gandhi i els Kennedy. Era un vegà.
Està enterrat al Centre Nacional Chávez, al campus de la seu de la UFW, a 29700 Woodford-Tehachapi Road en la comunitat no incorporada de Keene a Kern County, Califòrnia. Hi ha un retrat d'ell a la National Portrait Gallery de Washington, DC.

## Activisme
Chávez va ser contractat i entrenat per Fred Ross com a organitzador comunitari el 1952 per la Community Service Organization (CSO), un grup pels drets civils dels llatins. Chávez va instar els mexicà-americans a registrar-se i votar, i va viatjar per tot Califòrnia i va pronunciar discursos en favor dels drets dels treballadors. Més tard es va convertir en el director nacional de la CSO el 1958.
Quatre anys més tard, Chávez va sortir de l'OSC. Va co-fundar la National Farm Workers Association (NFWA) amb Dolores Huerta. Més tard va ser cridat per la United Farm Workers (UFW).

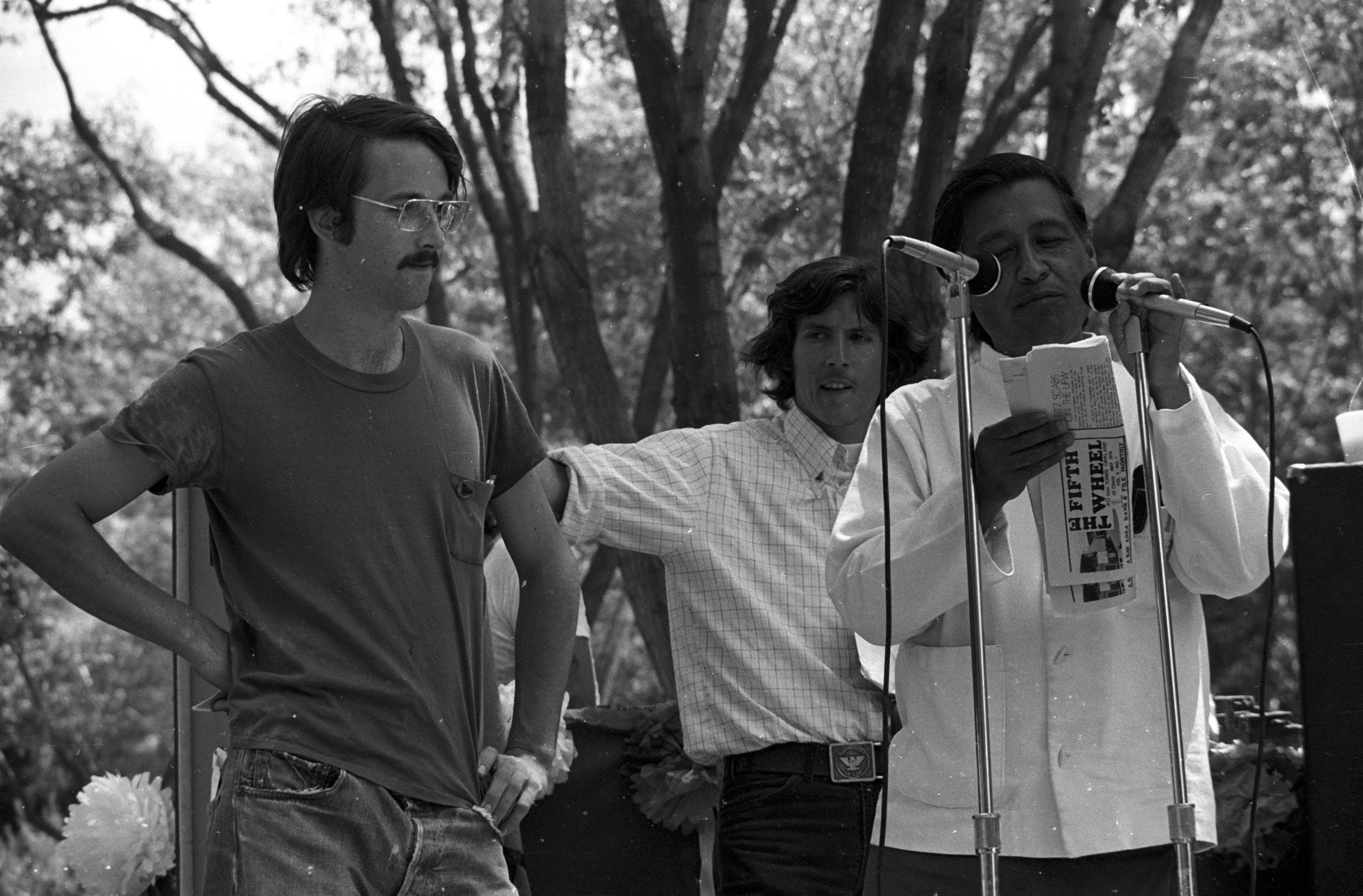
Chávez parlant en un míting dels United Farm Workers el 1974 a Delano, Califòrnia

Quan els treballadors agrícoles dels Estats Units procedents de les Filipines van iniciar la vaga del raïm a Delano el 8 de setembre de 1965, per protestar per salaris més alts, Chávez els van donar un entusiasta suport. Sis mesos després, Chávez i la NFWA van encapçalar una vaga de recollida de raïm de Califòrnia en la històrica marxa dels treballadors agrícoles des de Delano a la capital de l'estat de Califòrnia a Sacramento per objectius similars. El UFW va encoratjar a tots els nord-americans a boicotejar el raïm de taula com a mostra de suport. La vaga va durar cinc anys i va atreure l'atenció nacional. El març de 1966, el Subcomitè de Treball Migratori del US Senate Committee on Labor and Public Welfare's els van escoltar a Califòrnia. Durant les audiències, el membre del subcomitè Robert F. Kennedy, va expressar el seu suport als treballadors en vaga.
Aquestes activitats el van portar a moviments similars en el sud de Texas el 1966, quan la UFW va donar suport als treballadors de fruites en el Comtat de Starr, Texas, i va encapçalar una marxa a Austin, en suport dels drets dels treballadors agrícoles de la UFW. A l'Oest Mitjà, el moviment de César Chávez hi va inspirar la creació de dos sindicats independents: Obreros Unidos a Wisconsin el 1966, i la Farm Labor Organizing Commitee (FLOC) a Ohio el 1967. Els organitzadors de la UFW també van crear el Texas Farm Workers Union el 1975.
A la dècada de 1970, la UFW va organitzar vagues i boicots per protestar per, i més tard guanyar, uns salaris més alts pels treballadors agrícoles que treballaven pels productors de raïm i l'enciam. El sindicat també va guanyar l'aprovació de la California Agricultural Labor Relations Act, que donava dret de negociació col·lectiva als treballadors agrícoles. Durant la dècada de 1980, Chávez va encapçalar un boicot en protesta per l'ús de plaguicides tòxics en el raïm. Es van generalitzar els adhesius que deien "NO GRAPES" i "UVAS NO". Va fer un nou dejuni per cridar l'atenció pública. Organitzadors de la UFW van creure que una reducció de producció de vendes en un 15% era suficient per eliminar el marge de benefici del producte boicotejat. Aquestes vagues i boicots generalment van acabar amb la signatura dels acords de negociació.

## Immigració
La UFWA durant el mandat de Chávez es va comprometre a restringir la immigració. César Chávez i Dolores Huerta van lluitar contra el Bracero Program que va existir entre 1942 i 1964. La seva oposició provenia de la seva creença que el programa estava dominat pels treballadors dels EUA i així explotaven els treballadors immigrants. Els seus esforços van contribuir a fer que el Congrés acabés amb el Bracero Program el 1964. El 1973, la UFW va ser un dels primers sindicats s'oposaren a la proposta de sancions als empresaris que tenien prohibida la contractació d'immigrants indocumentats. Més tard, durant la dècada de 1980, quan Chávez seguia treballant com a president del UFW, Dolores Huerta, la cofundadora de la UFW, va ser clau per aconseguir que les disposicions d'amnistia de l'acte federal d'immigració de 1986.
En algunes ocasions, es refereix el fet que els treballadors immigrants indocumentats soscavaven les campanyes de vaga UFW i que van conduir a una sèrie d'actes controvertits, que l'UFW descriu com actes contra els esquirols, però que també han estat interpretades com a anti-immigració. El 1969, Chávez i els membres de la UFW van marxar a través de l'Imperial Valley i el Coachella Valley, a tocar la frontera de Mèxic, per protestar per l'ús de cultivadors com a esquirols que eren immigrants indocumentats. Es van unir a ell en la marxa el reverend Ralph Abernathy i el senador dels EUA Walter Mondale. En els seus primers anys, Chávez i la UFW van anar, fins i tot, a informar als immigrants indocumentats que no es convertissin en treballadors trenca-vagues, així com a aquells que es negaven a sindicar-se, a la Immigration and Naturalization Service.
El 1973, la United Farm Workers va crear una "línia humida" al llarg de la frontera EUA-Mèxic per evitar que els immigrants mexicans d'entrar il·legalment als Estats Units i evitar així el potencial de soscavar els esforços de sindicalització de la UFW. Durant un esdeveniment d'aquests actes en el que Chávez no va participar, alguns membres del UFW, sota l'orientació de la cosina de Manuel Chávez, van atacar físicament als esquirols, després dels intents de convèncer-los pacíficament de no travessar la frontera.

## Cita
| «              | No som no-violents perquè volem salvar la nostra ànima. Som no-violents perquè volem assolir la justícia social pels treballadors. Què els importa als pobres que hom construeixi estranyes filosofies de no-violència si això no els dona pa?. | » |
| — César Chávez | |   |